# Cantone di Évaux-les-Bains
Il Cantone di Évaux-les-Bains è una divisione amministrativa dell'arrondissement di Aubusson.
A seguito della riforma approvata con decreto del 17 febbraio 2014, che ha avuto attuazione dopo le elezioni dipartimentali del 2015, è passato da 8 a 17 comuni.

## Composizione
Gli 8 comuni facenti parte prima della riforma del 2014 erano:
- Arfeuille-Châtain
- Chambonchard
- Évaux-les-Bains
- Fontanières
- Reterre
- Sannat
- Saint-Julien-la-Genête
- Saint-Priest

Dal 2015 i comuni appartenenti al cantone sono i seguenti 17:
- Arfeuille-Châtain
- Auge
- Budelière
- Chambon-sur-Voueize
- Chambonchard
- Évaux-les-Bains
- Fontanières
- Lépaud
- Lussat
- Nouhant
- Reterre
- Saint-Julien-la-Genête
- Saint-Priest
- Sannat
- Tardes
- Verneiges
- Viersat